# 215-й штурмовой авиационный полк
215-й штурмовой авиационный полк — авиационная воинская часть ВВС РККА штурмовой авиации в Великой Отечественной войне. Первый из штурмовых полков, получивших звание гвардейского.

## Наименование полка

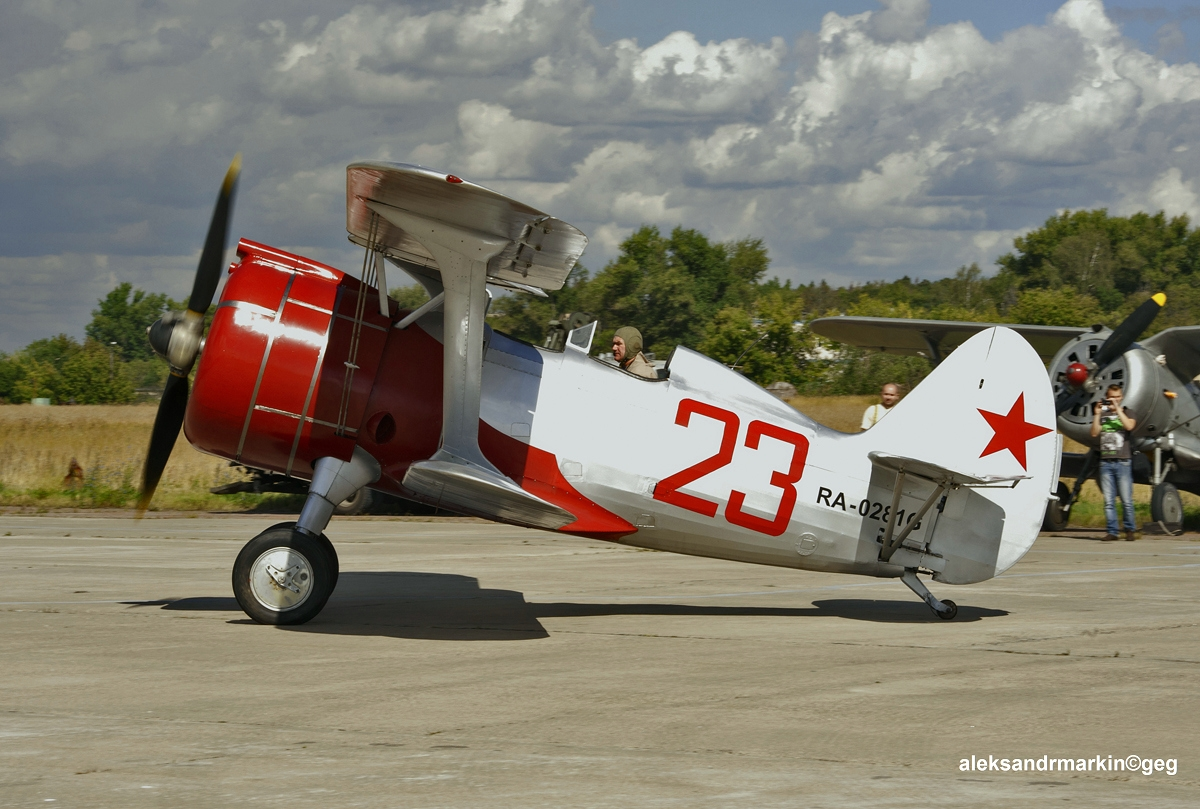
Первые дни войны полк встретил на самолётах И-15бис, используя их как штурмовик и разведчик.

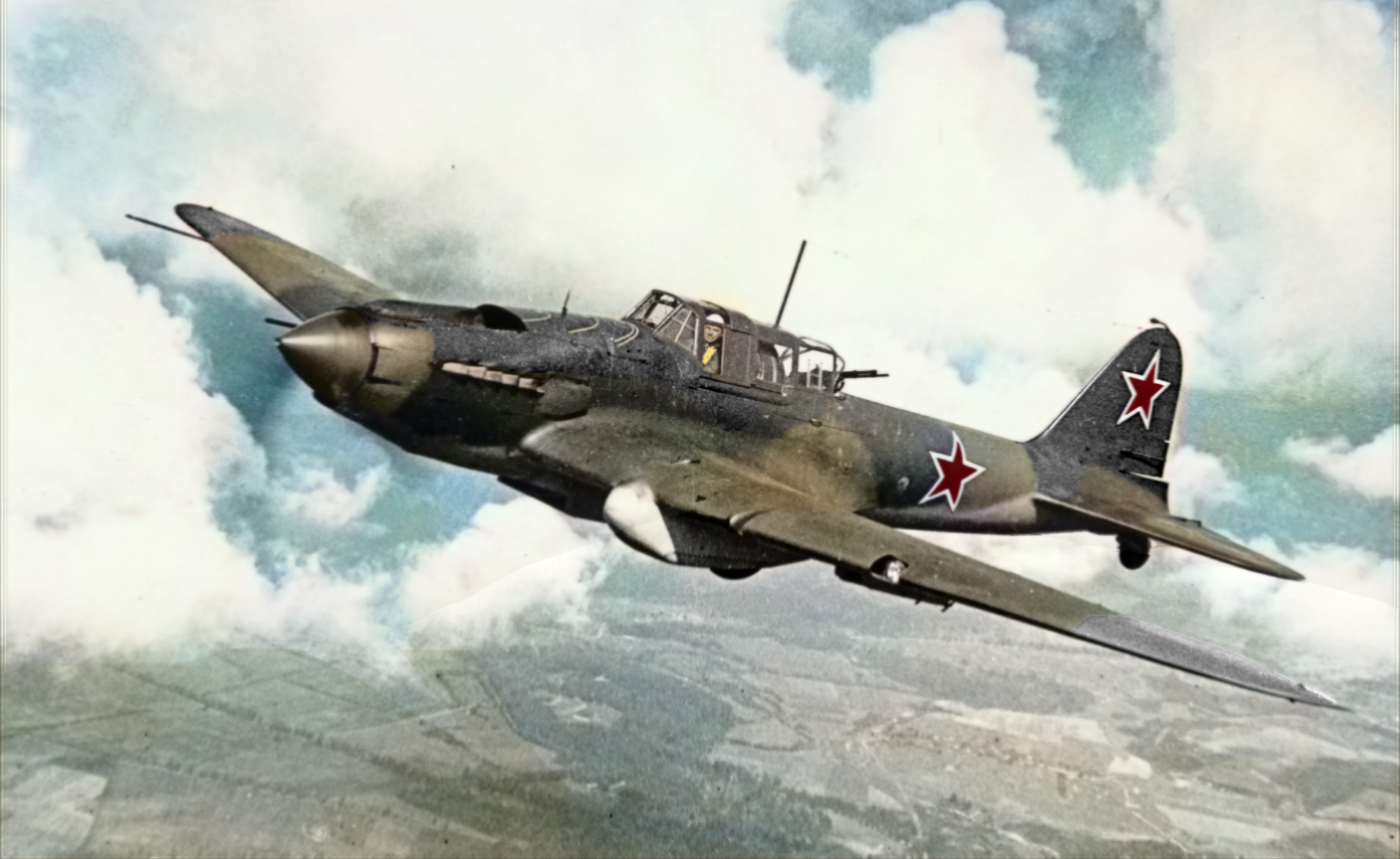
После первых боев в июне 1941 года полк убыл в Воронеж, где в короткие сроки освоил самолет Ил-2. В августе полк уже был на фронте, участвуя в защите Смоленска.

В различные годы своего существования полк имел наименования:
- 215-й скоростной бомбардировочный авиационный полк;
- 215-й ближнебомбардировочный авиационный полк[1];
- 215-й штурмовой авиационный полк[2];
- 6-й гвардейский штурмовой авиационный полк (06.12.1941 г.)[2];
- 6-й отдельный гвардейский штурмовой авиационный полк (15.01.1942 г.);
- 6-й отдельный гвардейский штурмовой авиационный Московский полк (04.05.1943 г.);
- 6-й отдельный гвардейский штурмовой авиационный Московский ордена Суворова полк (21.12.1943 г.);
- 6-й отдельный гвардейский штурмовой авиационный Московский Краснознаменный ордена Суворова полк (23.07.1944 г.);
- 6-й гвардейский штурмовой авиационный Московский Краснознаменный ордена Суворова полк (01.08.1944 г.);
- 6-й гвардейский штурмовой авиационный Московский ордена Ленина Краснознаменный ордена Суворова полк (17.05.1945 г.).

## История и боевой путь полка
Полк сформирован осенью 1940 года как 215-й скоростной бомбардировочный авиационный полк в Смоленске в составе 12-й бомбардировочной авиадивизии ВВС Западного Особого военного округа. Базировался на аэродроме Травники. В марте 1941 года полк переформирован в 215-й штурмовой авиационный полк.
На 22 июня 1941 года полк находился на переформировании в штурмовой, не закончив его, с 26 июня 1941 года вступил в боевые действия на самолётах И-15бис в составе 12-й бомбардировочной авиадивизии Западного фронта. Полк наносил удары по немецким мотомеханизированным и танковым частям в районе Ошмяны, Молодечно и Городок. Выполнив 85 боевых вылетов, из них 51 — на разведку, полк потерял все самолёты. 7 июля полк убыл в Воронеж в состав 1-й запасной авиационной бригады, где переформировывался и переучивался на Ил-2.
В начале августа полк вновь вернулся на Западный фронт в состав 47-й смешанной авиадивизии, где сразу приступил к боевым действиям в Смоленском сражении. Летчики полка наносили удары по мотомеханизированным колоннам, аэродромам и переправам противника в районах Смоленска, Ярцево и Ельни, по боевым порядкам противника в районе р. Вопь и Великие Луки с 20 августа 1941 года . Полк имел в своем составе 30 самолётов Ил-2, но не успел полностью пройти программу переучивания и боевое слаживание. Для ускорения ввода полка в строй одна эскадрилья полка в составе 10 самолётов была придана 61-му штурмовому полку, имевшему боевой опыт, а взамен полк группу опытных командиров звеньев во главе с командиром эскадрильи П.Филатовым. 21 и 22 августа полк принял участие в отражении танкового удара противника в районе Духовщины.
За успешные боевые действия при выполнение боевых задач и проявленные при этом мужество и героизм в оборонительных сражениях под Москвой приказом Народного комиссара обороны СССР № 352 от 06.12.1941 г. полк преобразован в 6-й гвардейский штурмовой авиационный полк. Полк стал первым из штурмовых полков, получивших звание гвардейского.
В составе действующей армии полк находился с 22 июня по 7 июля и с 20 августа по 10 октября 1941 года.

## Командиры полка
- майор	Силантьев Александр Платонович (Петрович), 1940	- 1941
- подполковник Рейно Леонид Давыдович[4], 03.1941 — 10.10.1941
- гвардии капитан, майор Филатов Петр Сергеевич, 06.12.1941 — 1942

## В составе соединений и объединений
| Дата          | Фронт (округ)                 | Армия                                 | Дивизия                                   | Примечания |
| ------------- | ----------------------------- | ------------------------------------- | ----------------------------------------- | ---------- |
| 09.1940 г.    | Западный особый военный округ | ВВС Западного особого военного округа | 12-я бомбардировочная авиационная дивизия |            |
| 01.03.1941 г. | Западный особый военный округ | ВВС Западного особого военного округа | 12-я бомбардировочная авиационная дивизия |            |
| 22.06.1941 г. | Западный фронт                | ВВС Западного фронта                  | 12-я бомбардировочная авиационная дивизия |            |
| 07.07.1941 г. | Орловский военный округ       | ВВС Орловского военного округа        | 1-я запасная авиационная бригада          |            |
| 20.08.1941 г. | Западный фронт                | ВВС Западного фронта                  | 47-я смешанная авиационная дивизия        |            |
| 10.10.1941 г. | Приволжский военный округ     | ВВС Приволжского военного округа      | 1-я запасная авиационная бригада          |            |
| 15.01.1942 г. | Калининский фронт             | ВВС Калининского фронта               |                                           |            |

## Участие в операциях и битвах
- Приграничные сражения (1941) — с 26 июня по 7 июля 1941 года.
- Смоленское сражение (1941) — с 20 августа по 10 сентября 1941 года.
- Битва за Москву

## Отличившиеся воины
- Карабулин Николай Михайлович, лейтенант, командир звена 215-го штурмового авиационного полка 47-й смешанной авиационной дивизии Военно-воздушных сил Западного фронта 12 апреля 1942 года удостоен звания Герой Советского Союза. Золотая Звезда № 690.
- Коробкин Василий Ильич, лейтенант, лётчик 215-го штурмового авиационного полка 47-й смешанной авиационной дивизии Военно-воздушных сил Западного фронта 12 апреля 1942 года удостоен звания Герой Советского Союза. Золотая Звезда № 570.

## Воины полка, совершившие огненный таран
Огненный таран совершили:
- 28 сентября 1941 года командир звена 215-го штурмового авиационного полка лейтенант Орленко Иван Павлович. Посмертно 3 ноября 1941 года награжден орденом Красной Звезды.
- 3 октября 1941 года заместитель командира эскадрильи 215-го штурмового авиационного полка старший лейтенант Новиков Александр Евгеньевич. Посмертно 2 ноября 1941 года награжден орденом Красного Знамени.